# Saint-Malo (Quebec)
Saint-Malo es un municipio canadiense situado en la provincia de Quebec.

## Superficie
Saint-Malo tiene una superficie de 131,83 km².

## Demografía
En 2021, tenía 514 habitantes, una densidad poblacional de 3,9 hab./km², y 265 viviendas.